# Turzyca pchla

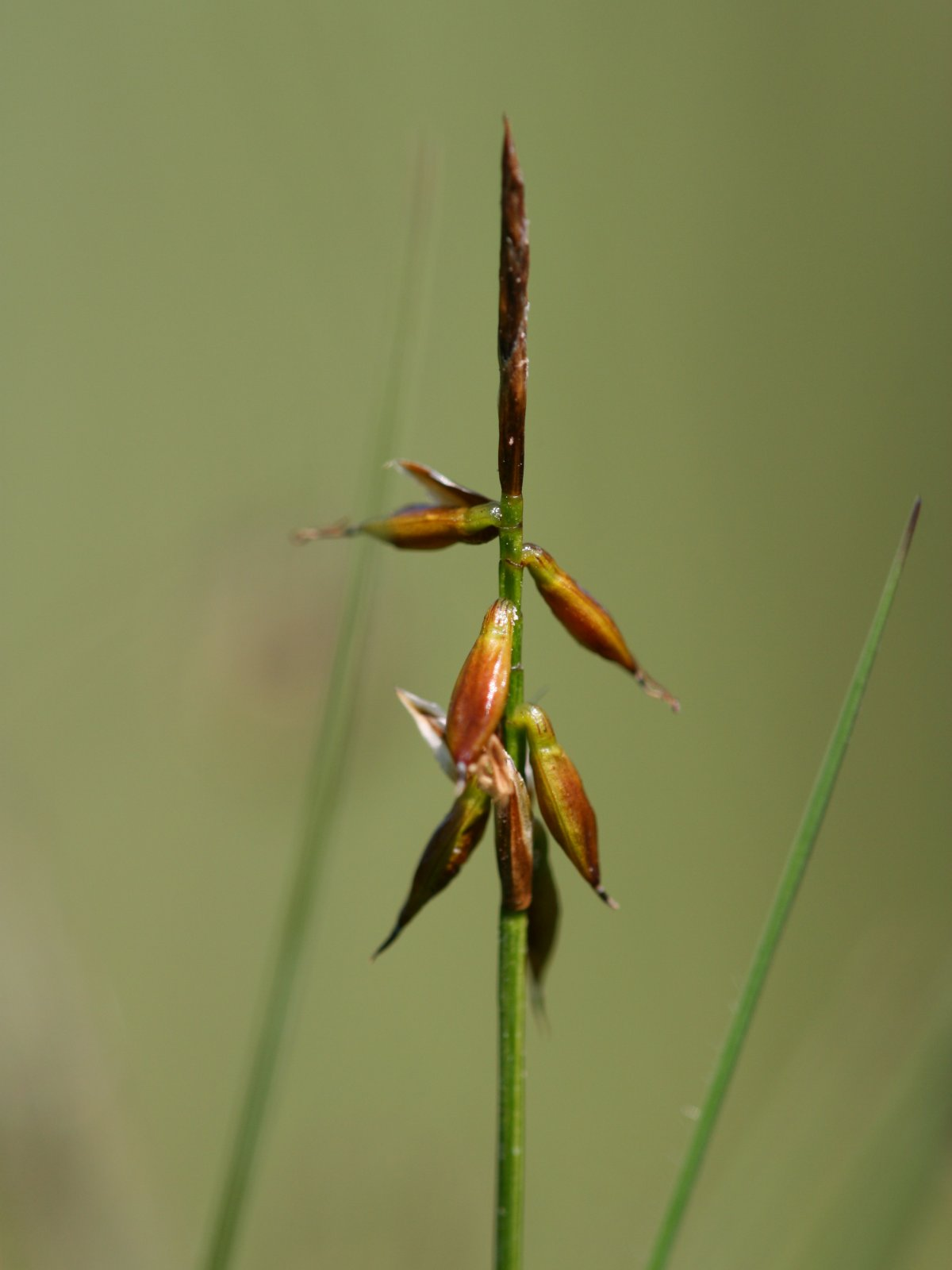
Kwiatostan

Turzyca pchla (Carex pulicaris L.) – gatunek byliny z rodziny ciborowatych.

## Rozmieszczenie geograficzne
Występuje na terenie Europy. Sięga po najdalej na północ wysunięte skrawki kontynentu, brak jej natomiast w Europie Południowej. Przez Polskę przebiega wschodnia granica jej zasięgu. W Polsce jest rzadka, znana głównie z Pomorza Zachodniego i Dolnego Śląska, jednak większość opisanych tutaj stanowisk już nie istnieje. Znaleziona została natomiast na nowych stanowiskach na Wyżynie Małopolskiej. W Karpatach znana z kilkunastu stanowisk: w Beskidzie Makowskim, na torfowiskach Kotliny Orawsko-Nowotarskiej, u podnóża Babiej Góry w Lipnicy Małej, na Polanie Biały Potok na Podtatrzu i u podnóża Magury Małastowskiej w Beskidzie Niskim. To ostatnie stanowisko jest najdalej na wschód wysuniętym w polskich Karpatach stanowiskiem turzycy pchlej.

## Morfologia
PokrójRoślina trwała, wysokości 5–25 cm, luźnokępkowa.
ŁodygaŁodyga wzniesiona lub wznosząca się, trójkanciasta, gładka, podłużnie kreskowana.
LiściePochwy liściowe rdzawobrązowe lub jasnobrązowe. Blaszki liściowe sztywne, szczeciniaste, nieco rynienkowate, ok. 0,5 mm szerokości, trawiastozielone, błyszczące.
KwiatyKwiatostan z jednym szczytowym, obupłciowym kłosem długości 15–26 mm. Podsadek brak. Kłos u dołu z kilkoma kwiatami żeńskimi, u góry z męskimi. Przysadki rdzawobrązowe, z zielonym grzbietem, u góry błoniasto obrzeżone. Pęcherzyki dłuższe od przysadek, 4–5 mm długości, odstające lub zbite, brązowe, gładkie, pozbawione nerwów. Słupek z 2 znamionami, wyrastający w kątach dwóch wcześnie odpadających przysadek.
OwoceSpłaszczony orzeszek.

## Biologia i ekologia
Kwitnie od maja do czerwca. Występuje na zabagnionych łąkach, torfowiskach niskich i przejściowych, okrajkach torfowisk wysokich, podmokłych wrzosowiskach i jałowych murawach. Rośnie na silnie rozłożonym, słabo kwaśnym torfie lub murszu, najczęściej na glebach torfowych, rzadziej na gruntowo-glejowych. Gatunek charakterystyczny dla rzędu Caricetalia davallianae. Liczba chromosomów 2n = 58, 60.

## Zagrożenia i ochrona
Gatunek w Polsce objęty prawną ochroną gatunkową od 2004 r.. Umieszczony na Czerwonej liście roślin i grzybów Polski (2006) w kategorii E (wymierający – krytycznie zagrożony). W wydaniu z 2016 roku otrzymał kategorię EN (zagrożony). Znajduje się także w Polskiej Czerwonej Księdze Roślin (2001) w kategorii VU (narażony); w wydaniu z roku 2014 otrzymał kategorię EN (zagrożony).
Zagrożony jest przez osuszanie terenów podmokłych i zamianę ich na łąki i pola uprawne.